# Daniel Westlin
Daniel Westlin, född 24 januari 1980, är en svensk fotbollsspelare. Han spelar som anfallare för Sandvikens AIK. Moderklubb är Sandvikens AIK.
Westlin spelade 9 allsvenska matcher för IFK Göteborg säsongerna 2001-2002. 2003 flyttade han vidare till Gävle och Gefle IF, som han tog upp till allsvenskan 2005 med sina 16 mål som gav honom delad seger i skytteligan tillsammans med Dioh Williams.i BK Häcken. Westlin har en buffligt knuffande spelstil som sällan är elegant, men ofta effektiv. Inhoppet på Vångavallen 18 juli 2010 var ”Sulans” 98:e allsvenska match för Gefle. Försäljningen av Alexander Gerndt till Helsingborgs IF bör bädda för att ”Sulaković” internt skall ha nyttjats i 100 storseriekamper innan utgången av 2010. 15 mål placerar honom på delad fjärde plats bland GIF:s allsvenska målskyttar genom tiderna. I anfallspar tillsammans med Johan Oremo; som för övrigt är andre man på denna fjärdeplats; hade ”Sulan” 2007 sin produktivaste säsong i högsta serien.
I april 2011 skrev ”Sulan” på för moderklubben SAIK efter månader av förhandlingar med Sandvikens IF. 

## Spelarkarriär
| År    | Klubb | Div | Ma | Mål | Ass | Varn |
| ----- | ----- | --- | -- | --- | --- | ---- |
| 1997  | SAIK  | III | 7  | 3   | –   | –    |
| 1998  | SAIK  | III | 21 | 19  | –   | –    |
| 1999  | GIF   | I   | 16 | 4   | –   | –    |
| 2000  | GIF   | II  | 21 | 21  | –   | –    |
| 2001  | IFKG  | A   | 8  | 0   | 0   | 0    |
| 2002  | IFKG  | A   | 1  | 0   | 0   | 0    |
| 2002  | GIF   | SE  | 7  | 1   | 0   | 1    |
| 2003  | GIF   | SE  | 29 | 14  | 0   | 2    |
| 2004  | GIF   | SE  | 28 | 12  | 12  | 3    |
| 2005  | GIF   | A   | 20 | 3   | 1   | 0    |
| 2006  | GIF   | A   | 15 | 2   | 3   | 1    |
| 2007  | GIF   | A   | 23 | 6   | 5   | 2    |
| 2008  | GIF   | A   | 18 | 1   | 0   | 2    |
| 2009  | GIF   | A   | 19 | 3   | 2   | 2    |
| 2010  | GIF   | A   | 2  | 0   | 0   | 0    |
| 05-10 | GIF   | A   | 97 | 15  | 11  | 7    |

Siffrorna aktuella under VM-uppehållet 2010.